# Starý Rokytník
Starý Rokytník (německy Alt Rognitz) je vesnice, část okresního města Trutnov. Nachází se asi 3,5 km na jihovýchod od Trutnova. V roce 2009 zde bylo evidováno 126 adres. V roce 2001 zde trvale žilo 320 obyvatel.
Starý Rokytník je také název katastrálního území o rozloze 14,78 km2. V katastrálním území Starý Rokytník leží i Nový Rokytník.

## Pamětihodnosti
- Kostel svatého Šimona a Judy